# Выборы в Новгородскую областную думу (2016)
Выборы депутатов Новгородской областной Думы шестого созыва состоялись в Новгородской области 18 сентября 2016 года в единый день голосования, одновременно с выборами в Государственную Думу РФ.
На 1 июля 2016 года в области было зарегистрировано 510 270 избирателей. Явка составила 39,63 %.

## Ключевые даты
- 15 июня Новгородская областная дума назначила выборы на 18 сентября 2016 года (единый день голосования)[2].
  - 20 июня постановление о назначении выборов было опубликовано в СМИ[3].
- 20 июня Избирательная комиссия Новгородской области утвердила календарный план мероприятий по подготовке и проведению выборов[4].
- с 21 июня по 21 июля — период выдвижения кандидатов и списков[4].
  - агитационный период начинается со дня выдвижения и заканчивается и прекращается за одни сутки до дня голосования[4].
- по 3 августа — период представления документов для регистрации кандидатов и списков[4].
- с 20 августа по 16 сентября — период агитации в СМИ[4].
- 17 сентября — день тишины[4].
- 18 сентября — день голосования.

## Избирательная система
23 декабря 2015 года депутаты Новгородской областной Думы внесли поправку в статью 17 Устава Новгородской области об увеличении числа депутатов Новгородской областной Думы с 26 до 32 человек. Необходимость увеличения количества депутатских мандатов объяснялась сокращением избирателей в регионе.
Выборы проходили по смешанной избирательной системе: из 32 депутатов 16 избирались по партийным спискам (пропорциональная система), остальные 16 — по одномандатным округам (мажоритарная система). Для попадания в областную думу по пропорциональной системе партиям необходимо преодолеть 5%-й барьер. Срок полномочий депутатов — пять лет.
Предельный размер избирательных фондов не изменился: 3 миллиона рублей для кандидата по мажоритарному округу и 20 миллионов рублей для партийного списка.
Освобождение от сбора подписей имели пять партий, которые набрали на выборах Госдумы 2011 более 3% голосов: «Единая Россия», КПРФ, «Справедливая Россия», ЛДПР и РОДП «Яблоко».

## Участники

### Выборы по партийным спискам
По единому округу партии выдвигали списки кандидатов. Для регистрации выдвигаемого списка партиям требовалось собрать от 2561 до 2817 подписей избирателей (0,5 % от числа избирателей).
| 1 | Яблоко                                                           | Анна Черепанова                                        | 11 | 19 | зарегистрирован                                                        |
| 2 | Коммунистическая партия Российской Федерации                     | Валерий Гайдым • Ольга Ефимова • Вячеслав Степанов     | 16 | 44 | зарегистрирован                                                        |
| 3 | Единая Россия                                                    | Сергей Митин • Елена Писарева • Сергей Фабричный       | 16 | 50 | зарегистрирован                                                        |
| 4 | ЛДПР — Либерально-демократическая партия России                  | Владимир Жириновский                                   | 16 | 35 | зарегистрирован                                                        |
| 5 | Справедливая Россия                                              | Сергей Миронов • Сергей Феодотов • Евгений Катенов     | 16 | 47 | зарегистрирован                                                        |
| — | Коммунисты России                                                | Дмитрий Перевязкин • Виталий Кириллов • Ольга Андреева | 16 | 50 | отказано в регистрации (выявлено более 10 % недействительных подписей) |
| — | Союз Труда                                                       | Сергей Ян • Андрей Кондратеня                          | 10 | 12 | отказано в регистрации (выявлено более 10 % недействительных подписей) |
| — | Добрых дел, защиты детей, женщин, свободы, природы и пенсионеров | Андрей Русаков • Анна Русакова • Александр Киселев     | 10 | 13 | отказано в регистрации (выявлено более 10 % недействительных подписей) |
| — | Партия Великое Отечество                                         | Николай Стариков • Алексей Астапов • Дмитрий Иванов    | 11 | 14 | отказано в регистрации (не представлены документы для регистрации)     |
| — | Партия Роста                                                     | Алексей Тян • Ирина Лебедева • Андрей Быков            | 11 | 14 | отказано в регистрации (выявлено более 10 % недействительных подписей) |
| *Региональная группа соответствует одному одномандатному округу и должна включать от 1 до 3 кандидатов. Региональных групп должно быть от 8 до 16. |                                                                  |                                                        |    |    |                                                                        |
| **Без учёта выбывших кандидатов. Общее число кандидатов должно быть от 9 до 51 человека.                                                           |                                                                  |                                                        |    |    |                                                                        |

### Выборы по округам
По 16 одномандатным округам кандидаты выдвигались как партиями, так и путём самовыдвижения. Кандидатам требовалось собрать 3 % подписей от числа избирателей соответствующего одномандатного округа.
| Партия | Партия                                          | Кандидатов | Кандидатов       |
| Партия | Партия                                          | Выдвинуто  | Зарегистрировано |
| ------ | ----------------------------------------------- | ---------- | ---------------- |
|        | Единая Россия                                   | 16         | 16               |
|        | Коммунистическая партия Российской Федерации    | 13         | 13               |
|        | Коммунисты России                               | 5          | 0                |
|        | ЛДПР — Либерально-демократическая партия России | 16         | 16               |
|        | Национальный курс                               | 3          | 0                |
|        | Партия Великое Отечество                        | 1          | 0                |
|        | Союз Труда                                      | 1          | 0                |
|        | Справедливая Россия                             | 16         | 16               |
|        | Яблоко                                          | 12         | 12               |
|        | Самовыдвижение                                  | 14         | 1                |
| Всего  | Всего                                           | 97         | 74               |

| №  | Состав                                                                           | Избирателей |
| -- | -------------------------------------------------------------------------------- | ----------- |
| 1  | Батецкий район, Солецкий район, Шимский район, частично Новгородский район       | 28 869      |
| 2  | Волотовский район, Поддорский район, Холмский район, частично Старорусский район | 31 919      |
| 3  | Марёвский район, Парфинский район, частично Старорусский район                   | 32 415      |
| 4  | частично Новгородский район, город Великий Новгород                              | 32 153      |
| 5  | частично город Великий Новгород                                                  | 32 276      |
| 6  | частично город Великий Новгород                                                  | 31 868      |
| 7  | частично город Великий Новгород                                                  | 31 333      |
| 8  | частично город Великий Новгород                                                  | 30 141      |
| 9  | частично город Великий Новгород                                                  | 31 783      |
| 10 | частично Новгородский район, город Великий Новгород                              | 31 942      |
| 11 | Маловишерский район, Чудовский район                                             | 33 095      |
| 12 | Крестецкий район, Окуловский район                                               | 32 689      |
| 13 | Валдайский район, Демянский район                                                | 32 675      |
| 14 | частично Боровичский район                                                       | 32 325      |
| 15 | Любытинский район, частично Боровичский район                                    | 32 627      |
| 16 | Мошенской район, Пестовский район, Хвойнинский район                             | 33 995      |

## Результаты
| Место                      | Место                      | Партия                     | по областным спискам | по областным спискам | по областным спискам | по одно- мандатным округам | всего         | всего   |
| Место                      | Место                      | Партия                     | Голоса               | %                    | Получено мест        | Получено мест              | Получено мест | %       |
| -------------------------- | -------------------------- | -------------------------- | -------------------- | -------------------- | -------------------- | -------------------------- | ------------- | ------- |
|                            | 1.                         | «Единая Россия»            | 78 282               | 38,92 %              | 7                    | 14                         | 21            | 65,62 % |
|                            | 2.                         | КПРФ                       | 39 268               | 19,53 %              | 3                    | 0                          | 3             | 9,38 %  |
|                            | 3.                         | ЛДПР                       | 34 782               | 17,29 %              | 3                    | 0                          | 3             | 9,38 %  |
|                            | 4.                         | «Справедливая Россия»      | 32 399               | 16,11 %              | 3                    | 2                          | 5             | 15,62 % |
|                            |                            |                            |                      |                      |                      |                            |               |         |
|                            | 5.                         | «Яблоко»                   | 9716                 | 4,83 %               | 0                    | 0                          | 0             | 0 %     |
|                            |                            | Самовыдвижение             | —                    | —                    | —                    | 0                          | 0             | 0 %     |
| Недействительные бюллетени | Недействительные бюллетени | Недействительные бюллетени | 6665                 | 3,31 %               |                      |                            |               |         |
| Всего                      | Всего                      | Всего                      | 201 112              | 100 %                | 16                   | 16                         | 32            | 100 %   |